# SD Cinematografica
La SD Cinematografica è una società di produzione televisiva nata nel 1981.

## Attività
Dalla sua costituzione collabora prevalentemente con RAI e con le principali televisioni del mondo per la produzione di film, varietà, documentari scientifici e culturali. Si occupa, inoltre, di post-produzione audio/video e di doppiaggio (film, cartoni animati e documentari).
Da alcuni anni ha focalizzato la sua produzione sui documentari (naturalistici, scientifici e storici) per clienti quali National Geographic Channel, Discovery Channel, TF1, ARTE, NHK, RTSI, ARD, PBS, ZDF oltre che RAI e Mediaset.
Dal 2006 l'azienda ha aperto una divisione per la distribuzione sul mercato internazionale di documentari italiani.
Il 27 novembre 2013 SD Cinematografica ha creato YouDoc, una Web TV che trasmette gratuitamente documentari. Le  tematiche principali sono Natura e Storia, ma c'è spazio anche per l'avventura, il sociale, le ricerche etnografiche e il patrimonio artistico e culturale. Per l'impegno nella diffusione della conoscenza della natura, del patrimonio e delle tradizioni, YouDoc fin dalla nascita ha ottenuto il patrocinio di LIPU. Prerogativa di YouDOC sono i contenuti extra associati a ogni documentario. Si tratta di collegamenti ipertestuali o a ulteriori video attraverso i quali è possibile approfondire alcuni aspetti trattati dal documentario. Un'apposita icona segnala la presenza di un contenuto extra. Al momento del lancio, l'offerta è un palinsesto di 4 ore, ripetuto nella giornata a partire dalle 16, e una library on demand settimanalmente aggiornata. Il palinsesto prevede una fascia di un'ora sempre dedicata alla Natura. YouDoc trasmette documentari di produzione italiana dai più recenti a quelli che hanno segnato la storia del genere.

## Partecipazioni azionarie
Nel 2008 la SD Cinematografica ha acquisito una partecipazione del 30% nella società Panda Film.

## Riconoscimenti
Molti documentari hanno vinto importanti premi internazionali ai maggiori festival, tra cui una nomination all'Oscar, una agli Emmy ed una al Festival di Banff.

## Produzioni recenti
- Mussolini 25 luglio 1943: la caduta
- Sulle tracce dei ghiacciai: Missione in Caucaso[1]
  - Premio Speciale Principe Ranieri III al Festival della Televisione di Montecarlo (2013)
- La sfida di Venezia
- I fantasmi del Terzo Reich
- Idroeden
- Sulle tracce dei ghiacciai: Missione in Karakorum
  - Premio IAMS al Festiva Cinema Natura (Italia 2011)
  - Bester Film in der Kategorie Naturraum Berg al Bergfilm Festival Tegernsee (Germania 2011)
  - Mountain Wilderness prize al Festival di Torellò (Spagna 2011)
  - Miglior documentario di divulgazione scientifica al Festival Docscient di Roma (Italia 2011)
- Liberate il Duce
- La battaglia di Cassino: una verità scioccante
- Trieste: un ring sull'Adriatico[2]
- Blue jeans e gonne corte[3]
- Ortona 1943: un Natale di sangue
- L'alfabeto degli animali
  - Primo premio al Cinema Natura e Ambiente Film Festival (2006)
- Il naufragio dell'Andrea Doria[4]
  - Nomination agli Emmy Awards (USA 2007)
- Flying over Everest[5]
  - Primo premio al Chamois international film festival (Italia 2004)
  - Prix de l'exploit al St. Hilarie - Coupe Icaro Film festival (Francia 2004)
  - Primo premio al Festival internazionale del cinema naturalistico e ambientale - Teramo (Italia 2004)
  - Premio Politecnico di Bari al Catellana Grotte International film festival (Italia 2005)
  - Premio "Sport Estreme" al Moscow Filmfestival (Russia 2005)
  - Premio "Best adventure Film" al Wildsouth Film Award (New Zealand 2005)
  - Premio "Silver Screen" al US International Film e Video Festival (USA 2005)
  - Premio "Best adventure Film" al Mountainfilm a Telluride (USA 2005)
  - Primo premio categoria “uomo e montagna” al Film Festival Teplice nad Metujì (Repubblica Ceca 2005)
  - Premio Speciale allo Jonio International Film Festival (Italia 2005)
  - Primo Premio al Montreal International Adventure Film Festival (Canada 2005)
  - Premio “Most Inspiring Adventure Film” al Wild Scenic Environmental Film Festival (USA 2006)
  - Premio speciale al Festival Internazionale Cine de Cantabria – Santander (Spagna 2006)
- Il mistero del lupo [6]
  - Premio Speciale al Film Festival della Lessinia (Italia 2004)
  - Premio "Miglior documentario italiano" al Festival di Cogne "Stambecco d'oro" (Italia 2005)
- Top secret[7][8]
- Sfida nella foresta